# Shonda Kuiper
Pour les articles homonymes, voir Kuiper.
Shonda Roelfs Kuiper est professeure de statistique et éducatrice en statistique (en) au Grinnell College (en) et ancienne statisticienne pour Hallmark Cards. Elle préside le Joint Committee on Statistics Education de la Société américaine de statistique et la Mathematical Association of America et est l'auteure d'un manuel de statistiques avec Jessica Sklar, Practising Statistics: Guided Investigations for the Second Course (Pearson, 2012). 

## Formation et carrière
Kuiper a fait ses études de premier cycle en mathématiques au Wartburg College (en), diplômée en 1990, et a obtenu une maîtrise et un doctorat en statistiques à l'université d'État de l'Iowa en 1994 et 1997 respectivement. Sa thèse, supervisée conjointement par Herbert T. David et Derrick K. Rollins, est intitulée Several techniques to detect and identify systematic biases when process constraints are bilinear. Elle a travaillé comme ingénieure qualité à Hallmark de 1997 à 2001, lorsqu'elle est revenue à Wartburg en tant que professeure adjointe de mathématiques. Elle a déménagé à Grinnell en 2003.  
En 2017, elle est devenue membre de la Société américaine de statistique.  